# Doom 3
Doom 3 est un jeu de tir à la première personne de type science-fiction horrifique,, développé par id Software et publié par Activision le 3 août 2004 sur PC. Sorti initialement sur le système d'exploitation Microsoft Windows, le jeu est ensuite adapté sur Linux plus tard la même année, puis est porté sur Mac OS X en 2005 par Aspyr Media. Le jeu est ensuite porté sur la console Xbox par le développeur Vicarious Visions, cette version sortant le 3 avril 2005.
L'histoire de Doom 3 Ignore les événements des précédents opus de la licence, Doom et Doom II, Doom 3 étant le premier redémarrage (reboot) de la série Doom. Son intrigue se déroule sur la planète Mars en 2145, à la différence de ses prédécesseurs Doom et Doom II où l'histoire prenait place sur les deux lunes de la planète, Phobos et Deimos.
Le gameplay de Doom 3 est simple et linéaire : le personnage contrôlé par le joueur, un soldat isolé, doit se frayer un chemin par les armes au sein d'une base de recherche scientifique martienne envahie par des créatures hostiles et de provenance inconnue. Parcourant la base, composée d'un complexe de couloirs et de salles obscures, dans un décor mécaniste et inquiétant, le joueur doit remplir sa mission et tenter d'enrayer coûte que coûte l'invasion maléfique en cours.
Le jeu a été un succès critique et commercial ; avec plus de 3,5 millions d'exemplaires vendus, c'est la plus grande réussite commerciale d'id Software à ce jour. Les critiques ont fait l'éloge des graphismes et de la présentation du jeu, bien qu'elles aient été divisées par la similitude de son gameplay avec le Doom original, le jeu se concentrant principalement sur une simple lutte contre un grand nombre de personnages ennemis.
Le 3 avril 2005, sort l'extension officielle du jeu, Doom 3: Resurrection of Evil, développée par Nerve Software. Le 19 octobre 2012, sort sur PC une édition spéciale de Doom 3, intitulée BFG Edition ; par la suite, une version basée sur la version BFG Edition (sans son mode multijoueur en ligne) sort sur Android en juin 2015, et sur Nintendo Switch, PlayStation 4 et Xbox One en juillet 2019.
Doom 3 utilise le moteur de jeu id Tech 4, qui a depuis été concédé sous licence à d'autres développeurs. Le 22 novembre 2011, celui-ci est libéré et placé sous licence publique GPL.
En 2016, sort la suite de Doom 3, un nouveau reboot intitulé Doom.

## Synopsis

Logo de l’Union Aerospace Corporation (UAC) dans Doom 3.

### Intrigue
L'intrigue de Doom 3 prend place sur la planète Mars en 2145. Au début du jeu, notamment avec la première cinématique d'introduction, est présentée la compagnie Union Aerospace Corporation (UAC), l'une des plus grandes corporations terriennes existantes.
Initialement axée sur les contrats d'armement et de Défense, l'UAC a mis en place un important centre de recherche sur la planète Mars où elle mène de vastes recherches dans plusieurs domaines scientifiques, notamment en biologie et sur l'exploration spatiale, ainsi que dans d'autres domaines de pointe. Grâce à des fonds illimités et la possibilité de ne pas tenir compte des limites légales ou morales dans ces recherches, l'UAC est à la tête d'une technologie parmi les plus avancées.
Au fur et à mesure de sa progression dans le jeu, le joueur apprend que de nombreux employés de la base martienne de l'UAC sont perturbés, en raison de plusieurs incidents impliquant des voix ou des observations inexpliquées, ou bien ayant pour cause des cas de paranoïa et de folie conduisant souvent à des accidents mortels. Parmi les employés de l'UAC, des rumeurs concernant la nature des expériences top-secrètes conduites par le docteur Malcolm Betruger dans le secteur Delta de la base (« Delta Labs » en VO), sont particulièrement répandues.

### Déroulement
Le joueur assume dans le jeu le rôle d'un caporal Space marine (en) anonyme qui vient d'arriver en octobre 2145 sur la base martienne de l'UAC, transféré par navette depuis la Terre.
Peu après son arrivée, son supérieur, le sergent Thomas Kelly qui dirige les forces militaires de Mars City, lui ordonne d'aller retrouver un scientifique disparu dans une zone désaffectée de la base. Alors qu'il parvient à le localiser, un évènement paranormal se déclenche, aboutissant à la transformation de la quasi-totalité du personnel de la base en zombies, ainsi qu'à l'apparition de créatures démoniaques inconnues, surgissant d'on ne sait où, et qui attaquent la base tout entière. Le marine se fraye alors un chemin dans la base tout en neutralisant les monstres qui se trouvent sur son chemin, dans le but de prévenir les secours sur Terre.
Pendant une grande partie du jeu, le soldat sera en contact avec son supérieur via une communication radio. Ce dernier lui indiquera les différentes tâches à réaliser et les points de contrôle à atteindre pour réussir les objectifs de sa mission.
Pour se défendre, le soldat a à sa disposition une armure de combat futuriste (qu'il pourra réparer) et un arsenal d'armes varié. Armé d'un pistolet et d'un fusil à pompe au départ, il trouvera progressivement des armes supplémentaires sur les cadavres de ses ennemis, ou dans des lieux spécifiques (armurerie, casiers et caisses de stockage d'armes ou de munitions) dispersés partout dans la base. S'il est blessé, le soldat peut utiliser des unités de « medpacks », des dispositifs médicaux portatifs (ou bien des « Health stations », fixées sur certains murs) qui lui rendent de la vigueur.
Pour progresser, le soldat peut également se servir des divers équipements informatiques de la base, au fur et à mesure de son exploration, certains ayant une interaction étendue comme ouvrir des portes, désactiver des systèmes de sécurité ou activer des mécanismes (caméras de surveillance, ascenseurs, casiers de munitions, voire donner l'accès à un monorail). Il peut également profiter des informations contenues dans les PDA (Personnal digital assistant) du personnel mort de la base (messages audio ou emails) pour obtenir les codes d'ouverture des casiers de matériel (ou de certaines portes), voire se servir de ces PDA pour accéder à des zones où lui-même n'a normalement pas accès, grâce au niveau d’accréditation intégré aux PDA.
Après une longue et calme phase d'introduction (jusqu'à la fin de la première mission de récupération du scientifique manquant), le jeu débute véritablement quand démarre l'invasion de la base par des entités hostiles. Le soldat est alors lâché dans cet enfer sans trop savoir ce qui se passe, et commence à lutter pour sa survie.

### Lieux visités
La base martienne de l'UAC, souterraine, est divisée en plusieurs secteurs et zones que le personnage contrôlé par le joueur devra explorer pour effectuer sa mission. Le personnel de la base est constitué de scientifiques, de techniciens, de Marines et de gardes de sécurité.
Reliée par des couloirs et des portes automatiques, voire en se déplaçant à la surface de Mars (en utilisant un appareil respiratoire autonome, à cause du manque d’oxygène de l'atmosphère martienne), la base est très étendue. Des ascenseurs sont aussi utilisés pour se déplacer de niveaux en niveaux.
Les zones contiennent diverses pièces, bureaux, ateliers et installations, regroupées dans les principaux secteurs suivants :
- Mars City, le camp de base au début du jeu. Contient la zone de débarquement des vaisseaux spatiaux, une zone de maintenance technique et de stockage, des laboratoires, une zone de vie et de détente, des bureaux et le quartier général des Marines dirigés par le sergent Kelly ;
- le complexe des laboratoires Alpha (« Alpha Labs », divisé en 4 secteurs), spécialisé dans la recherche sur les sources d'énergie pour l’exploration spatiale (Hydrocon, Molecular Fuel Storage, Elemental Phase Deconstructor) et en armement (Chaingun) ;
- entre le complexe Alpha et Delta, se trouve l'Empro plant, la centrale énergétique de la base de Mars (un autre générateur se trouve également à Delta Labs, que le joueur devra réactiver pour progresser). On y trouve aussi le secteur des Communications, au sein duquel le joueur tentera de lancer un appel de détresse à la flotte spatiale terrienne ;
- le complexe des laboratoires Delta (« Delta Labs », divisé en 3 secteurs), spécialisé dans la recherche sur la téléportation, certains projets biologiques et dans l'armement de pointe (Plasma gun, BFG 9000 (en)). Delta Labs est relié au secteur CPU (« CPU Processing » et « Central Processing ») qui gère les supercalculateurs de la base, qui lui-même est relié au premier site archéologique (Site 3) via un dispositif de transfert automatique (« Transfert bridge ») ;
- le site archéologique, d'où proviennent les artefacts (dont le « Soul Cube ») trouvés par les savants de l'UAC lors de leur exploration du sous-sol martien, il y a de cela plusieurs décennies (au moment du jeu). Le site archéologique et est divisé en trois zones (Site 1, 2 et 3) et est relié à Delta (via le secteur CPU) avec le Site 3. Les deux dernières zones (Site 2 et 1) sont accessibles via un dédale de cavernes reliées par des ascenseurs, aboutissant à la dernière zone (Site 1) ; c'est ici que se trouve le portail dimensionnel démoniaque, gardé par le Cyberdemon (le boss de fin du jeu).

Le complexe Alpha est relié à Delta par un long monorail. Se rendant au monorail après avoir terminé sa mission au secteur Communication, le joueur est victime d'un incident (causé par Betruger), ce qui l'oblige à prendre un autre chemin ; il doit alors continuer sa route via le secteur Recyclage (« Recycling ») avant de rejoindre finalement un des quais d'embarquement du monorail. Peu après, son trajet est stoppé, le joueur devant débloquer la route du monorail pour arriver enfin au complexe Delta.
Par ailleurs, au cours de son aventure via les portails de téléportation de Delta Labs, le joueur fera l’expérience d'une visite en Enfer, et devra trouver sa route pour quitter cet endroit infesté de créatures démoniaques, tout en récupérant l’artefact nommé le « Cube des âmes » (« Soul Cube ») que le docteur Betruger a caché là-bas.

## Ambiance etgameplay
Doom 3 est un jeu de tir conçu spécifiquement avec une ambiance de type survival horror. Todd Hollenshead (en), l'ancien président-directeur général d'id Software, a déclaré que Doom 3 voulait rendre les joueurs moins conscients de leur environnement, qu'ils se sentent en danger et leur faire tirer aveuglément sur des démons qui se cachent dans le noir. Cela fait partie de son identité d'« horreur ». Dans ce but, le gameplay du jeu est axé pour renforcer l’immersion du joueur. Les espaces du jeu sont étroits et remplis de meubles et d'obstacles, ce qui entrave le mouvement du joueur et, sur des difficultés de jeu plus élevées, la gestion des ressources (munitions, armure, dispositifs médicaux) est presque aussi importante que dans celle des autres jeux de survival horror plus traditionnels (par exemple, dans Resident Evil).
Au niveau sonore, le jeu dispose d'une paysage sonore particulièrement réaliste, composée de bruitages crédibles. Chaque endroit de la base est rempli de bruits environnementaux, de cris, de grognements.
Visuellement, le jeu montre une base martienne de l'UAC constituée d'une suite de salles et de couloirs labyrinthiques, et dont les matériaux semblent avoir été conçus avec des pièces pré-fabriquées puis assemblées. Le tout forme un étonnant mélange architectural, à l'allure mécanique et futuriste. Certains endroits de la base sont propres et en bon état (notamment au début du jeu, à Mars City) mais, après l'invasion, la base est majoritairement endommagée. Des traces de sang sont souvent visibles sur le sol ou les murs, et des cadavres jonchent souvent les salles et les couloirs. Le niveau le plus ravagé est sans conteste le complexe Delta (« Delta Labs »), étant l'endroit d'où a surgi l'invasion initiale.
La base martienne est souvent peu éclairée (surtout avec le jeu Doom 3 original, créé spécifiquement pour faire apparaître l'environnement du joueur comme assez sombre, pour renforcer le côté survival horror), ce qui lui donne un caractère mystérieux et inquiétant. Après l'invasion démoniaque, la base est encore moins, voire quasiment pas éclairée, laissant parfois le joueur se dépêtrer dans une obscurité presque totale, simplement éclairé par sa lampe torche. De temps en temps, l'éclairage de la base tombe subitement en panne, ce qui est généralement le prélude à une attaque surprise des adversaires du joueur. Celui-ci est alors contraint de choisir entre brandir une arme ou sa lampe torche, ce qui le laisse exposé à une attaque. L'impossibilité de s'éclairer et de manipuler une arme en même temps a été très critiquée lors de la sortie du jeu, ; la ressortie de Doom 3 dans son édition BFG Edition corrigera ce problème, en intégrant la lampe torche sur l'armure du joueur (et en améliorant la luminosité générale du jeu). Le directeur du jeu, Tim Willits (en), expliquera en 2013 que ce problème était dû à des limitations techniques,.
Un autre facteur contribuant à l’immersion du joueur est la possibilité d’interaction étendue avec les objets de la base. En effet, au cours de son aventure, le joueur manipule divers objets (mécanismes, machines, portes, matériel informatique) pour progresser. De nombreuses consoles informatiques sont utilisables dans le jeu, avec un effet interactif, permettant au joueur de « cliquer » sur elles pour les activer, consulter des informations ou effectuer des réglages (ouverture de porte, déverrouillage de mécanisme avec ou sans code, etc). Par ailleurs, le moteur physique du jeu (bien que sommaire), permet d'interagir avec certains éléments du décor (les petits objets, comme les cartons d’emballage, certaines caisses, etc.) et de les déplacer.
L’immersion est aussi renforcée par l’utilisation, à l'intérieur même du jeu, de séquences vidéo générées par le moteur graphique de Doom 3, montrant divers personnages communiquer en vidéo face au joueur (le sergent Kelly, Malcolm Betruger ou le conseiller Swann). Des caméras de surveillance permettent aussi d'observer, en temps réel, d'autres endroits de la base. Par ailleurs, on voit à plusieurs reprises dans le jeu des installations disposant d'écrans, qui diffusent de petites vidéos informatives sur l'UAC.
Enfin, de nombreuses séquences cinématiques (comme celle servant d'introduction à Doom 3) sont visibles tous au long du jeu, notamment peu après le chargement d'un nouveau niveau. Celles-ci montrent un moment fort de l’histoire ou présentent un nouvel ennemi du joueur.

## Historique du développement du jeu

### Création et développement
En juin 2000, John Carmack annonce sur son fichier « .plan » (plan update), le début d'une nouvelle version de Doom utilisant les techniques de la prochaine génération en matière de rendu temps réel en 3D. Ce plan, rendu public de manière controversé, était en fait destiné à forcer la main d'id Software pour lancer officiellement le projet.
Kevin Cloud et Adrian Carmack, deux responsables d'id Software qui contrôlaient plus de 50 % de la société, ont toujours été fortement opposés à la réalisation d'un nouveau Doom. Ils pensaient qu'id Software réutilisait trop souvent les mêmes vieilles formules et propriétés. Cependant, après la très bonne réception de Return to Castle Wolfenstein et les dernières améliorations technologiques de rendu 3D, la plupart des employés étaient convaincus qu'une refonte du jeu serait une bonne idée. Kevin et Adrian furent confrontés à un ultimatum : « We are working on DOOM for the next project unless you fire us », ce qui signifie : « nous travaillons sur DOOM pour le prochain projet, sauf si vous nous licenciez » (John Carmack inclus). Après une confrontation relativement calme (bien que l'artiste Paul Steed (en), l'un des instigateurs du conflit ait été licencié) l'accord de travailler sur Doom 3 est pris.
Quatre années sont nécessaires pour développer le jeu. La première présentation publique est faite en 2001, lors de la Macworld Conference & Expo à Tōkyō, puis plus tard à l'E3 2002, où une démo jouable de 15 minutes est montrée dans un petit amphithéâtre. Le jeu remporte cinq récompenses à l'E3 cette même année.
Peu de temps après le salon, une version de développement du jeu se diffuse rapidement sur Internet, apparemment une fuite de ATI Technologies. Le jeu est également montré aux expositions E3 suivantes en 2003 et 2004, bien que le site Internet de id Software n'ait pas été mis à jour pour inclure le projet Doom 3 jusqu'à fin en 2003. Selon les dires de John Carmack, le développement a pris plus longtemps que prévu. À l'origine, il est prévu que Doom 3 sorte en même temps que d'autres jeux tels que Halo 2 ou Half-Life 2, soit à Noël 2003. Cependant, aucun de ces jeux ne sortit à temps pour la saison de Noël.
Doom 3 atteint sa version « gold » le 14 juin 2004, et le lendemain une version pour Mac OS X est confirmée. Le jeu sort finalement sorti aux États-Unis le 3 août 2004. Par la suite, une version pour GNU/Linux sort le 4 octobre 2004. Due à une forte pression du public, le jeu est rendu disponible dans les magasins dès minuit du 3 août. Le jeu sort ensuite dans le reste du monde vers le 13 août (excepté en Russie et dans d'autres pays de l'ancienne Union soviétique, où la localisation officielle est retardée ; des versions piratées sont cependant disponibles dès le 3 août).
Deux jours avant sa sortie officielle, le jeu est mis à disposition sur Internet par des groupes de pirates, probablement l'une des propagations les plus rapides jamais constatée. Comme le jeu est principalement intéressant pour son mode solo, le besoin d'un numéro de série valide, indispensable uniquement pour le jeu multijoueur en ligne, était très faiblement dissuasif contre la piraterie. L'autre facteur contribuant à la demande élevée de la version piratée fut certainement le délai retardé pour la sortie du jeu en dehors des États-Unis.

### La «fuite» d'ATI
Plus d'un an avant la sortie officielle du jeu, une version de test inachevée de Doom 3 se retrouve sur le Web, permettant aux joueurs de se rendre compte de la beauté du jeu. Officiellement, id Software dit que la « fuite » provient de la compagnie de composants graphiques ATI.
Grâce à des propos attribués à « Xian » (Christian Antkow (sv)), un membre d'id Software, dans une discussion sur IRC, il est découvert que toutes les versions démo du jeu ont été « marquées » (pour pouvoir identifier les éventuelles fuites), confirmant qu'ATI a bien distribué la version « démo » qui lui avait été fournie.
Dans la seule déclaration officielle d'id Software à ce sujet, John Carmack précise dans un message sur Slashdot que cette fuite n'est pas un coup de publicité de leur part, et que cela aura des répercussions sur les relations futures entre les deux sociétés.
De fait, à la sortie du jeu en 2004, ce sont les cartes graphiques nVIDIA qui sont conseillées par id Software. Pourtant, lors de la première présentation l'E3 en 2002, le jeu fonctionnait sur une carte ATI Radeon 9700.
Dans le même temps, John Carmack explique que les cartes ATI sont techniquement plus performantes sur les jeux de l'époque, notamment pour les calculs d'ombrage. On peut toutefois remarquer que des benchmark réalisés sur Doom 3 ont montré que le jeu affiche plus d'images par seconde en utilisant une carte nVIDIA.

## Configuration système
Exigeant sur la configuration pour faire fonctionner Doom 3, aucun PC grand public, à la date de sortie du jeu, ne pouvait faire fonctionner le jeu avec les options graphiques réglées au maximum. Les cartes graphiques ATI avaient beaucoup de difficultés avec ce jeu : il était conseillé d'utiliser les pilotes ATI Catalyst version 4.9 pour ces dernières.
- Configuration minimale
  - Intel Pentium 4 1,5 GHz/AMD Athlon 1500+
  - 384 Mo de RAM (512 Mo conseillés)
  - carte graphique 64 Mo compatible DirectX 9 (GeForce 4/Radeon 8500)
- Configuration conseillée
  - Intel Pentium 4 3,2 GHz/AMD Athlon 3200+
  - 1 Go de RAM
  - carte graphique 256 Mo (GeForce 6800/Radeon X800)

## Graphismes et son
Doté d'un moteur graphique de haute qualité (id Tech 4), Doom 3 utilise par contre un moteur physique peu développé.
Les lumières du jeu sont gérées en temps réel. C'est l'un des premiers jeux à mettre en application un modèle de lumière unifié, qui se calque sur le comportement de la lumière dans le monde réel.
Contrairement à nombre de ses homologues, Doom 3 utilise l'API graphique OpenGL et non Direct3D. On peut également souligner que le jeu est le premier à réellement exploiter le potentiel du circuit graphique GeForce 3 de Nvidia.
Au niveau du son, le jeu restitue une bande sonore sur cinq canaux (si l'on est équipé en conséquence), ce qui renforce le réalisme et l’immersion. La musique d'introduction du jeu a été réalisée par Clint Walsh (en) et interprétée par Chris Vrenna.

## Distribution
Sauf indication contraire, les informations mentionnées dans cette section peuvent être confirmées par la base de données cinématographiques IMDb,  présente dans la section « Liens externes ».
Personnages principaux et voix additionnelles
- Neil Ross : le sergent Thomas Kelly (voix)
- Philip L. Clarke : le Dr Malcolm Betruger (voix)
- Andy Chanley : Jack Campbell (voix)
- J. Grant Albrecht : Video Logs / voix additionnelles
- Dee Bradley Baker : voix additionnelles
- S. Scott Bullock : voix additionnelles
- Keith Ferguson : voix additionnelles
- Jay Gordon : voix additionnelles
- Michael Gough : E. Grafton / voix additionnelles
- Nick Jameson : voix additionnelles
- Jim Meskimen : voix additionnelles
- Matt Prescott Morton : voix additionnelles
- Daran Norris : voix additionnelles
- Rob Paulsen : le directeur de recherche Larry Bullman (voix)
- Phil Proctor : voix additionnelles
- André Sogliuzzo : voix additionnelles
- Jim Ward : voix additionnelles
- Wally Wingert : voix additionnelles
- Edward Yin : voix additionnelles
- Keone Young : voix additionnelles
- Ryun Yu : le Dr Jonathan Ishii / voix additionnelles

Autres personnages
- Michael Bell : voix off additionnelles (non crédité)
- Steve Blum : K. Miller / voix off additionnelles (non crédité)
- Cam Clarke : le présentateur du journal télévisé IPN / voix off additionnelles (non crédité)
- Kat Cressida : diverses voix (non créditée)
- Charles Dennis : le conseiller Elliot Swann (voix, non crédité)
- Robin Atkin Downes : le Dr Richard Davies / Henry Nelson / Richard Price (voix, non crédité)
- Grey Griffin : voix de l'ordinateur / Theresa Chazar (voix, non créditée)
- Bill Harper : voix off additionnelles (non crédité)
- David Kaye : voix off additionnelles (non crédité)
- Phil LaMarr : T. Washington / D. Morton / voix off additionnelles (non crédité)

## Personnages

### Personnages principaux
Malcolm Betruger
Le docteur Malcolm Betruger est le directeur scientifique de la base de Mars. Il est notamment chargé des recherches sur la téléportation au sein du complexe des laboratoires Delta (« Delta Labs »).
Chauve, il est vêtu d'un costume identique aux autres scientifique de la base, et a comme signe distinctif un œil avec un strabisme divergent, ce qui avec sa voix sèche rend son aspect quelque peu inquiétant. Au début du jeu, certains indices (contenus dans des séquences cinématiques) font penser au joueur que Betruger est émotionnellement instable.
En avançant dans le jeu, le joueur découvre que c'est Betruger lui-même — en bon archétype du savant fou — qui a organisé l'invasion de la base martienne par les démons, en association avec le « Maledicte » (le diable dans l'univers de Doom 3). Au cours des expérimentations de Delta Labs sur la téléportation, les scientifiques de l'UAC conduisent des recherches sur une autre dimension, sur ordre de Betruger qui réoriente la recherche en contradiction avec les buts initiaux de l'UAC. Par ailleurs, l'UAC avait découvert sur un ancien site archéologique martien, il y a plusieurs années, le « Cube des âmes » (« Soul Cube » en VO), un artéfact technologique d'une ancienne civilisation martienne qui avait elle-aussi combattu une invasion démoniaque. Volant le cube, Betruger utilise le portail de téléportation principal de Delta Labs pour se rendre dans l'autre dimension, et y cacher le cube à la garde d'un démon ; il déclenche ensuite l'invasion de la base martienne via le téléporteur de Delta.
À la fin du jeu (après la victoire du joueur face au Cyberdemon), on peut voir dans la séquence cinématique finale que Betruger est en Enfer et que son corps a fusionné avec le Maledicte, pour former une espèce de monstre ressemblant à un dragon démoniaque.
Le terme « betrüger » est par ailleurs un mot allemand, signifiant « imposteur ».
Elliot Swann
Le conseiller (counselor) Elliot Swann est un cadre dirigeant haut placé dans la hiérarchie de l'UAC, membre du directoire (board) du conglomérat. Il arrive sur Mars avec son garde du corps Campbell par la même navette spatiale que celle du marine (le héros du jeu), peu de temps avant le déclenchement de l’invasion de la base.
Swann est chargé par le directoire de l'UAC d’inspecter l'ensemble de la base de Mars et d'enquêter sur les rapports d'incidents concernant le personnel (accidents mortels mystérieux, disparitions non élucidées, démotivation ou demandes de transfert sur Terre), tout en vérifiant les projets scientifiques en cours. Il est notamment chargé de contrôler l’avancement des recherches sur la téléportation pratiquées au sein des laboratoires Delta qui, du fait des décisions prises par Malcolm Betruger — qui a réorienté la recherche sur le voyage vers les autres dimensions — semblent accuser un retard sur les prévisions. Par ailleurs, il doit évaluer le cas personnel de Betruger, car celui-ci devient de plus en plus difficile à gérer par l'administration de l'UAC, prenant ombrage de toute entrave à ses prérogatives de directeur scientifique. Swan a notamment été alerté de son comportement étrange par le docteur Elizabeth McNeil, une scientifique de Delta Labs que Betruger a fait transférer sur Terre.
Lors de l'invasion de la base par des créatures inconnues, Swann tente de comprendre ce qui se passe. Découvrant les intentions maléfiques de Betruger et, par peur que l'invasion ne se propage sur Terre, il tente par tous les moyens de détruire les systèmes de télécommunications reliant Mars à la flotte spatiale terrienne, qui se trouve en orbite. Il est à cette occasion confronté au héros du jeu, lui intimant l'ordre d'annuler la transmission d'un message de détresse à la flotte spatiale, que le Sergent Kelly avait ordonné au marine d'effectuer.
Alors qu'il tente, avec son garde du corps Campbell, de rejoindre le téléporteur principal de Delta Labs pour y juguler l'invasion, Swann échoue dans sa tentative (probablement à cause de Betruger), et reste bloqué dans le secteur Administration de Delta. Il apprend alors que l'ancien site archéologique (Site 1) possède un autre portail dimensionnel (créé par les démons), d'où affluent les envahisseurs. Ayant projeté de s'y rendre avec Campbell, Swan est mortellement blessé par le sergent Kelly (« Sarge »), celui-ci étant passé du côté de Betruger (qui l'a converti au mal). Peu après, Campbell part à la poursuite de Sarge dans le secteur CPU relié à Delta, armé de son fusil BFG 9000.
Lorsque le joueur retrouve Swan dans le secteur de l’Administration du complexe Delta, il le découvre mourant, étendu au sol ; Swan lui explique la situation et lui donne son PDA (assistant personnel numérique), ce qui permettra au personnage contrôlé par le joueur d'accéder aux zones de sécurité auxquelles il n'avait jusque-là pas accès (secteur CPU).
Sergent Kelly
Le Master Sergeant Thomas Kelly (surnommé « Sarge ») est l'officier militaire en chef de la base de Mars. C'est un homme de grande taille revêtu d'une armure de combat, à l'aspect autoritaire. Il supervise toutes les tâches militaires et la sécurité de la base (il commande aux soldats et aux gardes de sécurité). Quand le joueur arrive au quartier général des Marines à Mars City, Sarge le réprimande pour son retard mais il semble, au début du jeu, réceptif envers ses troupes tout en gardant une attitude sévère et professionnelle.
Lorsque l'invasion commence, Sarge coordonnes les unités de Marines survivantes et attribue les missions du joueur. Il semble ne pas faire confiance à Swann et Campbell. Quand le joueur parvient à revenir au QG des Marines, Sarge lui ordonne de rallier une unité de soldats isolée puis, quand celle-ci est décimée par les envahisseurs, d'envoyer lui-même un message de détresse à la flotte terrienne. Plus tard, une de ses communications avec le joueur est brutalement interrompue. Le joueur se rend compte par la suite que Sarge est passé du côté de Betruger, ayant été corrompu par le mal. Il devra finalement le combattre, le sergent ayant été transformé en une créature bio-cybernétique, mi-humaine mi-tank appelée « Sabaoth », qui est armée du fusil BFG 9000 que Sarge a dérobé a Campbell.
Campbell
Jack Campbell (il est appelé « Campbell » dans le jeu) est le garde du corps personnel du conseiller Elliot Swann. C'est un militaire équipé d'une armure de combat comme celle de Sarge, et qui porte à la main un attaché-case qui renferme un fusil BFG 9000 (en), une arme à énergie très puissante (BFG = Big Fucking Gun).
Au cours du jeu, Campbell accompagne Swann et le défend lors de leur progression dans la base infestée de démons. À la suite de l'attaque de Swann par le sergent Kelly, Campbell part à la poursuite de celui-ci dans le secteur CPU relié à Delta Labs. Le joueur le découvrira plus tard là-bas, mourant, après avoir été blessé par Sarge qui lui a dérobé son arme.

### Quelques personnages secondaires
Elizabeth McNeil
Le docteur Elizabeth McNeil est une ancienne scientifique des laboratoires Delta (« Delta Labs »), transférée sur Terre par Malcolm Betruger quand ce dernier la prend en grippe. C'est elle qui alerte le conseiller Elliot Swann et le directoire de l'UAC sur les activités étranges de Betruger sur Mars.
McNeil n’apparaît pas visuellement, sinon par ses messages laissés sur son PDA (et celui de Swann) quand le joueur trouve celui-ci dans son bureau à Delta Labs. Par la suite, le personnage fait un retour en tant que personnage principal du supplément Doom 3: Resurrection of Evil, où McNeil donne les missions au joueur.
Ian McCormick
Le docteur Ian McCormick est un scientifique qui travaille au secteur 2 de Delta Labs, et que le joueur rencontre après l'invasion. C'est un des responsables des recherches sur les portails de téléportation interdimensionnelle. Présent lors de l'invasion de la base par les démons conjurés par Betruger, McCormick a pu se cacher dans son labo dont il a sécurisé l'entrée (porte et barricade).
McCormick a fait un enregistrement sur un vidéodisque qui raconte toute l'histoire des recherches en téléportation et sur les spécimens découverts au-delà du portail. Il fait notamment référence à Betruger, dont la personnalité change curieusement après son premier voyage en solitaire à travers le portail, pour finalement causer l'irruption des démons dans la base après qu'il a emporté avec lui le « Soul Cube » en Enfer.
Dans son vidéodisque, McCormick laisse entendre qu'il ne survivra pas et que, en tout état de cause, ces informations doivent être transmises aux responsables de l'UAC coûte que coûte. Il donne par ailleurs une copie de ce disque au personnage du joueur, à charge pour ce dernier de l'apporter aux dirigeants de l'UAC. Il apparaît effectivement qu'il n'ait pas survécu, car lorsque la flotte terrienne débarque sur Mars à la fin du jeu, les soldats ne retrouvent aucun survivant à l’exception du personnage du joueur.
Simon Garlick
Simon Garlick est un technicien, assistant de recherche au secteur 3 de Delta Labs, qui prend part à l’expédition 14A-2 entrée dans le portal vers l'Enfer au début d'août 2145. Il n'apparaît pas physiquement dans le jeu, sinon par ses messages audio écoutables sur son PDA, que le joueur retrouvera en Enfer.
D’après ses messages audio, Garlick a « égaré » le reste de son équipe alors qu'il prélevait des échantillons. Il les retrouve finalement deux jours plus tard, mais s’aperçoit que leurs corps sont mutilés, ses collègues ayant été tués par des démons. Il est alors isolé en enfer. Les démons, pour une raison inconnue, ne l'ont pas tué mais « jouent » avec lui, comme le suggère Garlick. Son deuxième message audio est brutalement interrompu, au milieu d'une phrase. Il est probable qu'il a été tué par des démons en Enfer.

## Armes et équipement du jeu
Voici la liste des armes et équipements disponibles dans le jeu :
Armes :
- Poings
- Tronçonneuse (de marque « Beavertooth »)[i]
- Pistolet
- Fusil à pompe
- Fusil-mitrailleur (« Machine gun » en VO, plus précisément le « MG-88 Enforcer »)
- Mitrailleuse lourde (« Chain gun », de calibre 0.30)
- Grenade à fragmentation
- Fusil à plasma (« Plasma gun Mark III »)
- Lance-roquettes
- BFG 9000 (en)
- Cube des âmes (« Soul Cube » en VO, aussi nommé « U-1 » par les savants de l'UAC)

Équipement :
- Lampe torche (« flashlight »)
- PDA (« Personnal digital assistant » ; ce qui équivaut en français à « assistant personnel numérique »)[j]
- Armure de combat et pièces d'armure (« Armor shards ») cumulables
- « Medpacks » (dispositifs médicaux portables) et « Health stations » (bornes médicales automatiques, installées sur certains murs)

Par ailleurs, le joueur pourra utiliser à plusieurs reprises un mini-robot de combat de l'UAC, nommé « Sentry unit » ou « Sentry bot ».

## Monstres
Voici la liste des monstres du jeu que le joueur va devoir affronter durant son périple martien :  

Voir à ce sujet le Bestiaire de Doom.
| Nom du monstre                    | Points de vie | Classification |
| --------------------------------- | ------------- | -------------- |
| Zombie                            | 50-100        | Zombie         |
| Gros zombie                       | 100           | Zombie         |
| Zombie enflammé                   | 150           | Zombie         |
| Zombie commando                   | 170           | Zombie         |
| Zombie avec tronçonneuse          | 250           | Zombie         |
| Z-Sec avec pistolet               | 55            | Zombie         |
| Z-Sec avec mitrailleuse           | 90            | Zombie         |
| Z-Sec avec fusil à pompe          | 90            | Zombie         |
| Z-Sec avec bouclier               | 110           | Zombie         |
| Trites                            | 20            | Démon          |
| Les âmes perdues                  | 20            | Démon          |
| Tique                             | 20            | Démon          |
| Chérubin                          | 50            | Démon          |
| Asticot (Maggot)                  | 80            | Démon          |
| Âme en peine (Wraith)             | 130           | Démon          |
| Diablotin (Imp)                   | 130           | Démon          |
| Cacodemon                         | 200           | Démon          |
| Démon (Pinky demon)               | 220           | Démon          |
| Revenant                          | 272           | Démon          |
| Archvile                          | 425           | Démon          |
| Chevalier de l'enfer (Hellknight) | 900           | Démon          |
| Mancubus                          | 1000          | Démon          |
| Gardien (Guardian)                | 800 / 70      | Boss           |
| Vagary                            | 1300          | Boss           |
| Sabaoth                           | 1750          | Boss           |
| Cyberdemon                        | 4000          | Boss de fin    |

## Accueil
| Doom 3 (PC)           |      |        |
| Média                 | Nat. | Notes  |
| Canard PC             | FR   | 8/10   |
| Eurogamer             | US   | 9/10   |
| Gamekult              | FR   | 8/10   |
| Game Revolution       | US   | B+     |
| GameSpot              | US   | 85 %   |
| Gen4                  | FR   | 90%    |
| IGN                   | US   | 89 %   |
| Jeuxvideo.com         | FR   | 16/20  |
| Joystick              | FR   | 9/10   |
| Compilations de notes |      |        |
| Metacritic            | US   | 87 %   |
| GameRankings          | US   | 86.7 % |

## Ventes
Doom 3 a été un succès commercial pour id Software. Aux États-Unis, la version PC s'est vendue à 760 000 exemplaires et a rapporté 32,4 millions de dollars en août 2006. Il s'agissait du 16e jeu pour ordinateur le plus vendu du pays entre janvier 2000 et août 2006. La version PC a également reçu une certification « Gold » de la part de l'Entertainment and Leisure Software Publishers Association (ELSPA), indiquant des ventes d'au moins 200 000 exemplaires au Royaume-Uni. Début 2007, plus de 3,5 millions d'exemplaires de Doom 3 avaient été vendus dans le monde, ce qui en fait le projet le plus abouti d'id Software à ce jour,.

## Extensions et suite

### Resurrection of Evil
Doom 3: Resurrection of Evil est une extension officielle pour Doom 3 développée par Nerve Software (en) et sortie le 3 avril 2005, huit mois après la sortie de Doom 3 sur Windows. Cette mini-suite, bien que moins longue et prenante que le jeu original permet cependant aux fans du titre de s'immerger à nouveau dans l'ambiance et l'univers du jeu.

### Doom 3 BFG Edition
Doom 3 BFG Edition est une édition spéciale de Doom 3, sortie le 19 octobre 2012 sur PC,. Elle comprend le jeu Doom 3 original, l'extension Resurrection of Evil, plus 8 niveaux inédits (Lost Mission), ainsi qu'une réédition limitée des épisodes originaux de Doom et Doom II. Par la suite, une version basée sur la version BFG Edition est sortie sans multijoueur en ligne pour Android en juin 2015, et Nintendo Switch, PlayStation 4 et Xbox One en juillet 2019.
Depuis 2012, le jeu original seul et son extension Resurrection of Evil ne sont plus disponibles individuellement sur Steam. La seule version proposée est la BFG Edition (qui intègre l'extension Resurrection of Evil, Lost mission et Doom 1 et 2), moins complète (réglages du jeu limités, pas de multijoueur dans Doom et Doom II, pas de possibilité d’utiliser les mods de Doom 3 créés par la communauté).

### Doom 4
Doom 4, la suite de Doom 3, est officiellement annoncé en avril 2008. Le jeu, finalement transformé en reboot de la série, est rebaptisé Doom et sort en 2016.

## Adaptations au cinéma
Le jeu est adapté une première fois au cinéma en 2005 avec le film Doom de Andrzej Bartkowiak.
En 2019, une seconde adaptions cinématographique du jeu, Doom: Annihilation de Tony Giglio, sort directement en vidéo.

## Mods
Voici certains des mods (« modifications » du jeu par la communauté des joueurs) non officiels les plus connus pour Doom 3 :
- Classic Doom : les cartes (maps) de Doom avec le moteur graphique de Doom 3 ;
- Last Man Standing : mode coopératif à plusieurs joueurs (supporte les cartes de Classic Doom) ;
- DuckTape : permet d'avoir la lampe torche du joueur fixée sur son arme avec du ruban adhésif (« duct tape » ou « duck tape » en anglais)[4] ; ce problème sera plus tard corrigé avec la sortie officielle de Doom 3 BFG Edition ;
- Ultimate : de nouvelles armes (dont un lance flammes et un double pistolet) et plus de munitions (mod non compatibles avec les autres) ;
- divers mods améliorant l'aspect graphique du jeu (éclairage notamment, à cause du jeu original trop sombre).